# Michael Rohde (piłkarz)
Michael Laurits Rohde (ur. 8 marca 1894 w Kopenhadze, zm. 5 lutego 1979) – duński piłkarz grający na pozycji napastnika. W swojej karierze rozegrał 40 meczów i strzelił 22 gole w reprezentacji Danii.

## Kariera klubowa
Całą swoją karierę piłkarską Rohde spędził w klubie Boldklubben af 1893. Zadebiutował w nim w 1911 roku i grał w nim do 1933 roku. Rozegrał w nim 252 mecze i strzelił 254 gole. Wraz z B 1893 wywalczył trzy tytuły mistrza Danii w sezonach 1915/1916, 1928/1929 i 1929/1930.

## Kariera reprezentacyjna
W reprezentacji Danii Rohde zadebiutował 19 września 1915 roku w wygranym 8:1 towarzyskim meczu z Norwegią, rozegranym w Kopenhadze, w którym strzelił gola. W 1920 roku wystąpił na Igrzyskach Olimpijskich w Antwerpii. W kadrze narodowej od 1915 do 1931 roku rozegrał 40 spotkań i zdobył 22 bramki.